# Clerks
Clerks (Brasil: O Balconista) é um filme estadunidense de 1994, escrito e dirigido por Kevin Smith, estrelando Brian O'Halloran como Dante Hicks e Jeff Anderson como Randal Graves. O filme mostra um dia nas vidas de dois balconistas. Clerks foi o primeiro filme do View Askewniverse, apresentando vários personagens e locações que dariam base para os próximos filmes.

## Enredo
Dante Hicks é balconista no Quick Stop, uma loja de conveniência em Leonardo, em New Jersey. No seu dia de folga, ele é chamado para substituir o posto de seu colega, que alega estar doente. Depois de discutir, ele acaba concordando, sob a promessa de que ele vai ser liberado ao meio-dia para seu jogo de hóquei. Quando ele chega, se depara com vários problemas. Os portões externos não abrem porque alguém colocou goma de mascar nas fechaduras. Ele escreve "Eu te asseguro, nós estamos abertos" com graxa de sapato em um papelão e pendura na frente da loja.
Logo depois, um homem entra na loja para comprar café e recomenda que um cliente compre chiclete no lugar de cigarros depois de lhe mostrar um pulmão cheio de nicotina. Uma multidão se forma a redor de Dante, acusando-o de estar "vendendo a morte". Depois de Dante ser atacado com cigarros, sua namorada Veronica Loughran entra, agindo rapidamente e acalmando a multidão disparando um extintor de incêndio neles. Entre os personagens do filme, estão Jay e Bob Calado, que são os verdadeiros astros do filme, apesar de não serem os protagonistas. Eles vendem maconha em frente à loja onde Dante trabalha.